# Lagotis
Lagotis är ett släkte av grobladsväxter. Lagotis ingår i familjen grobladsväxter.

## Bildgalleri

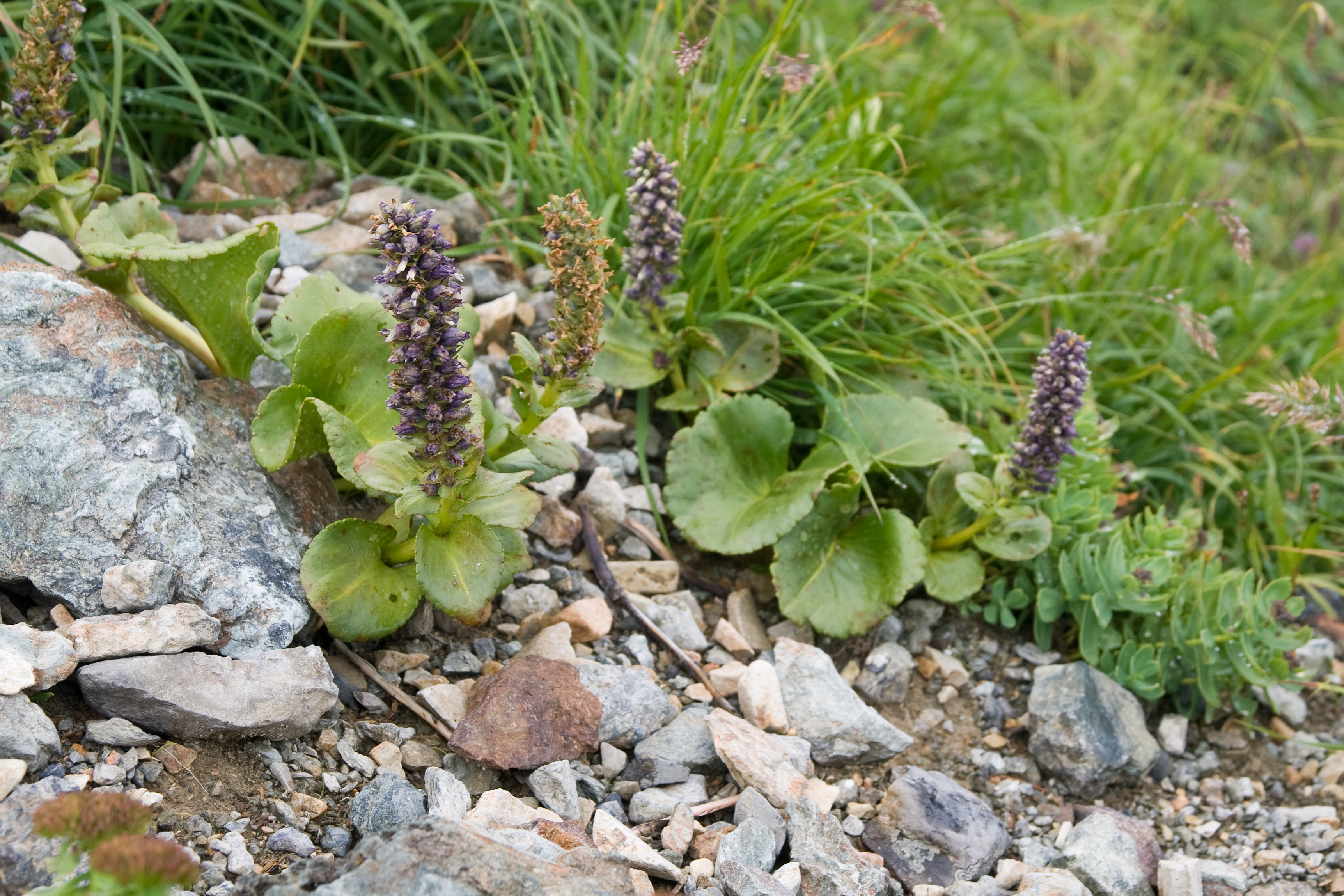
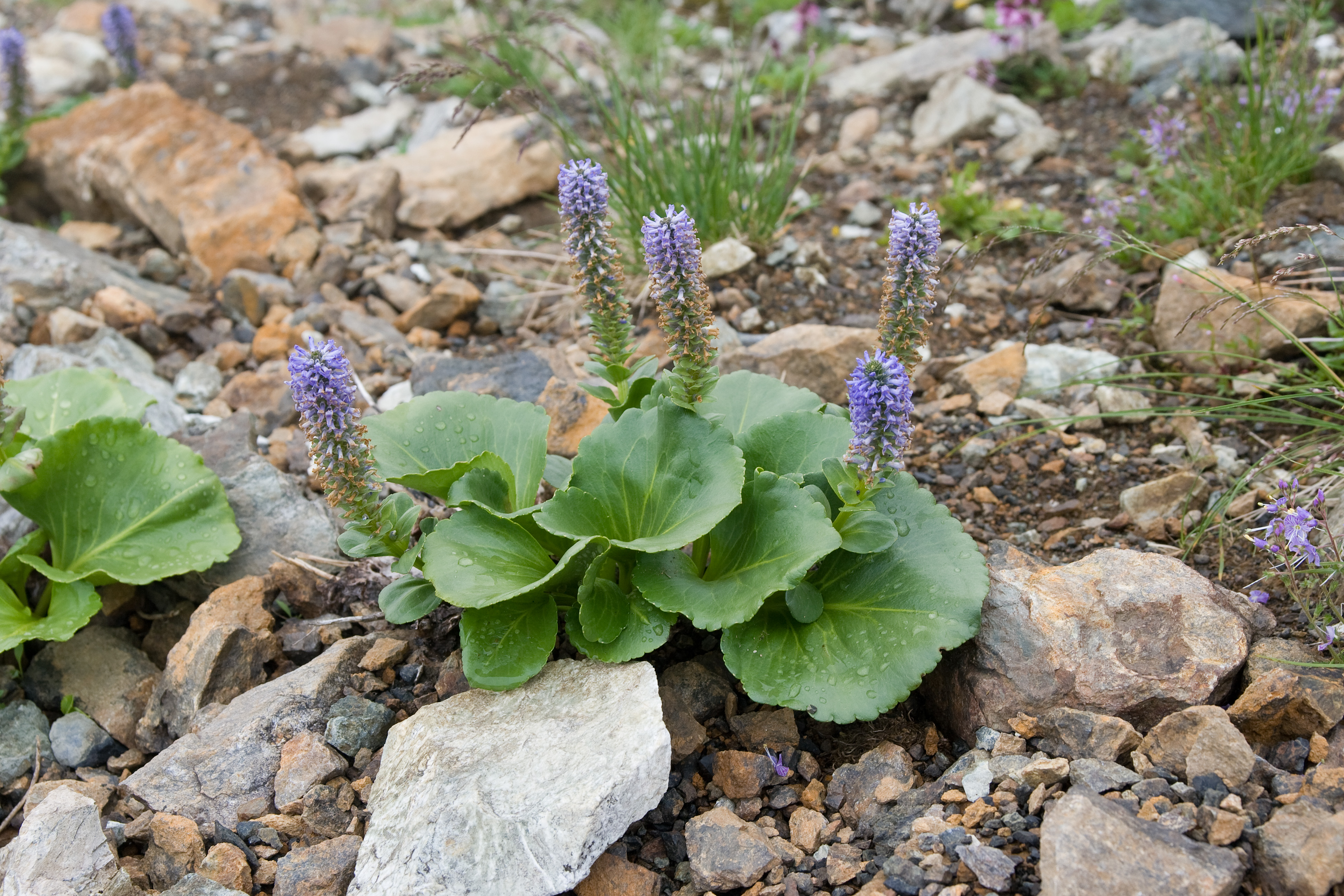
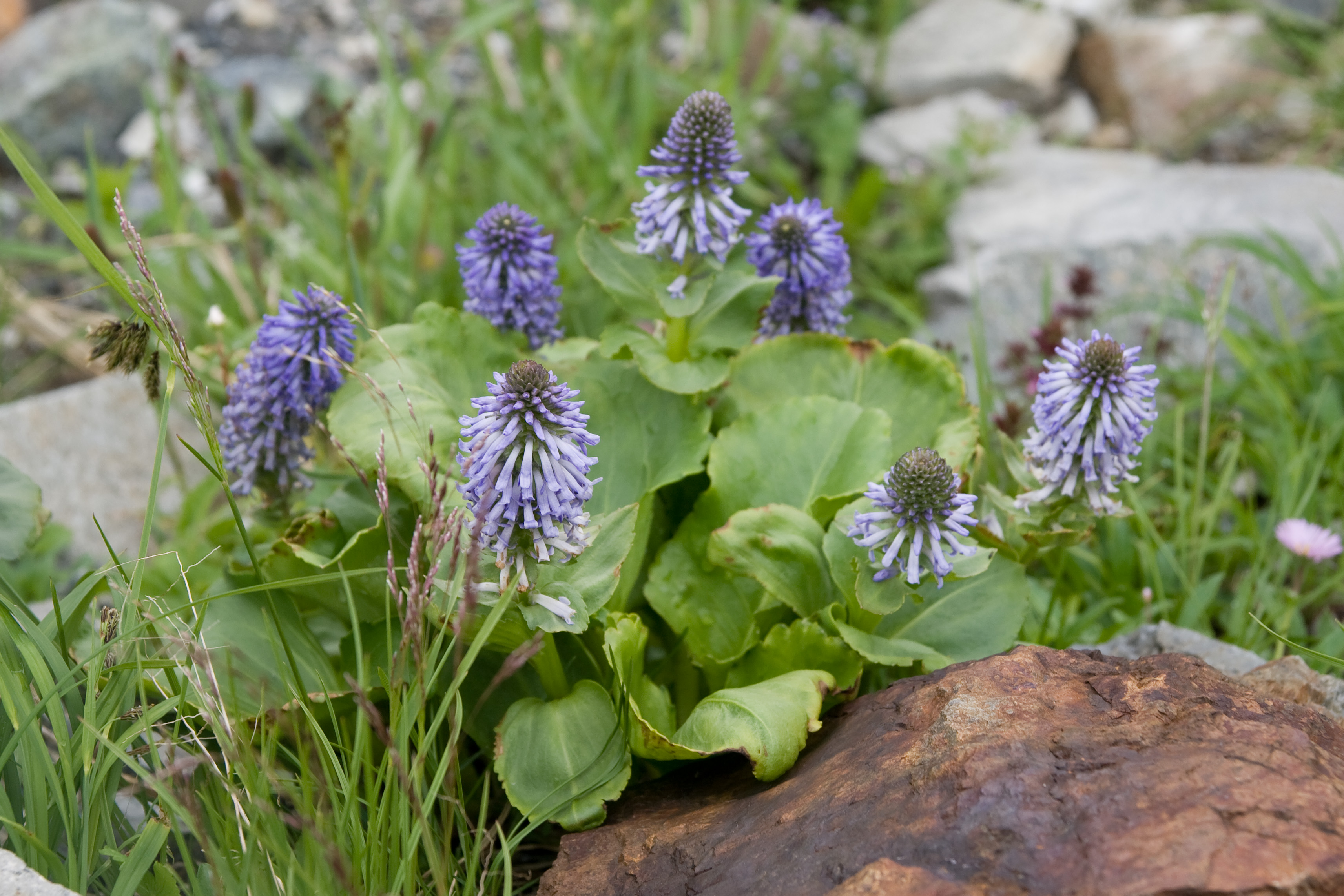
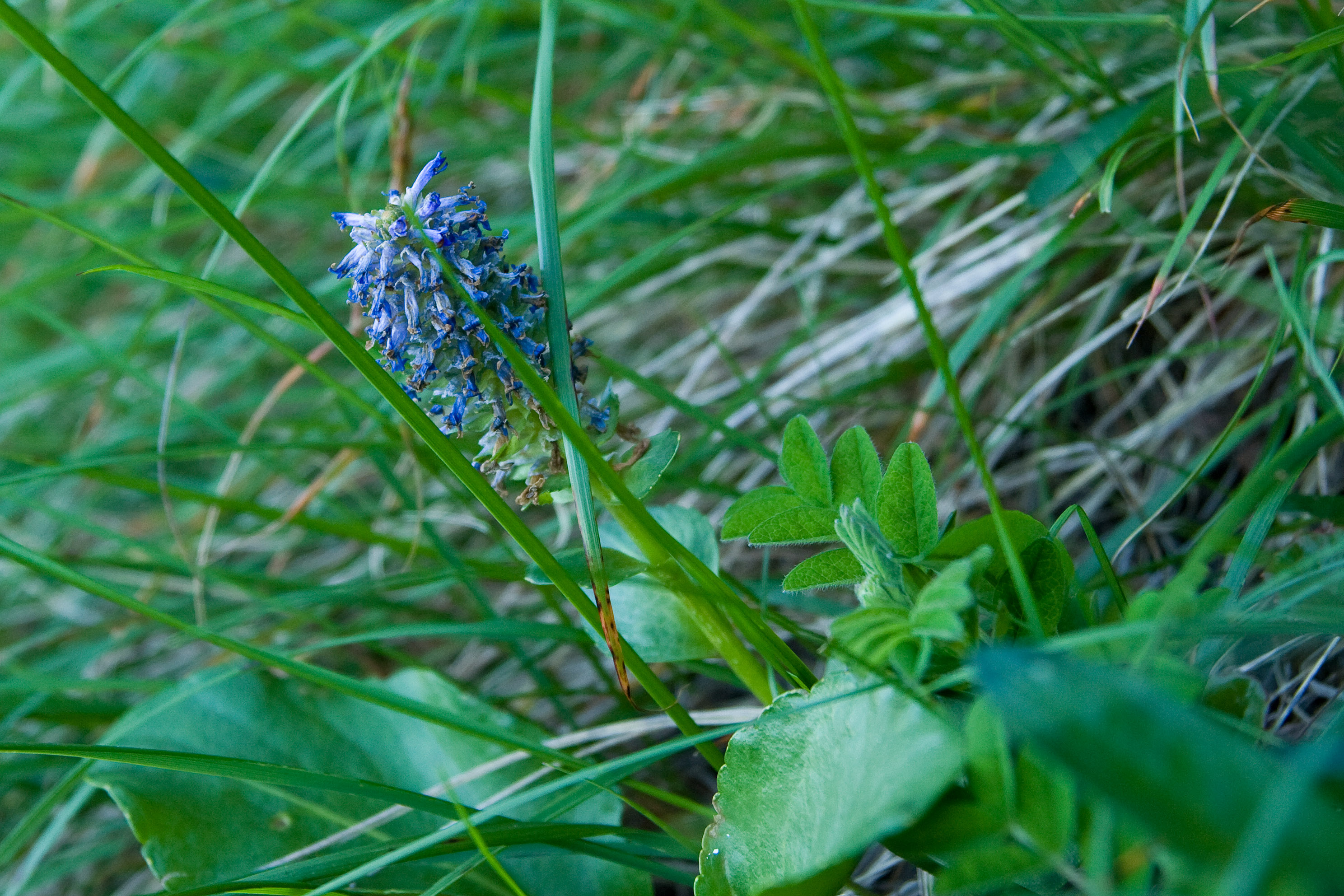
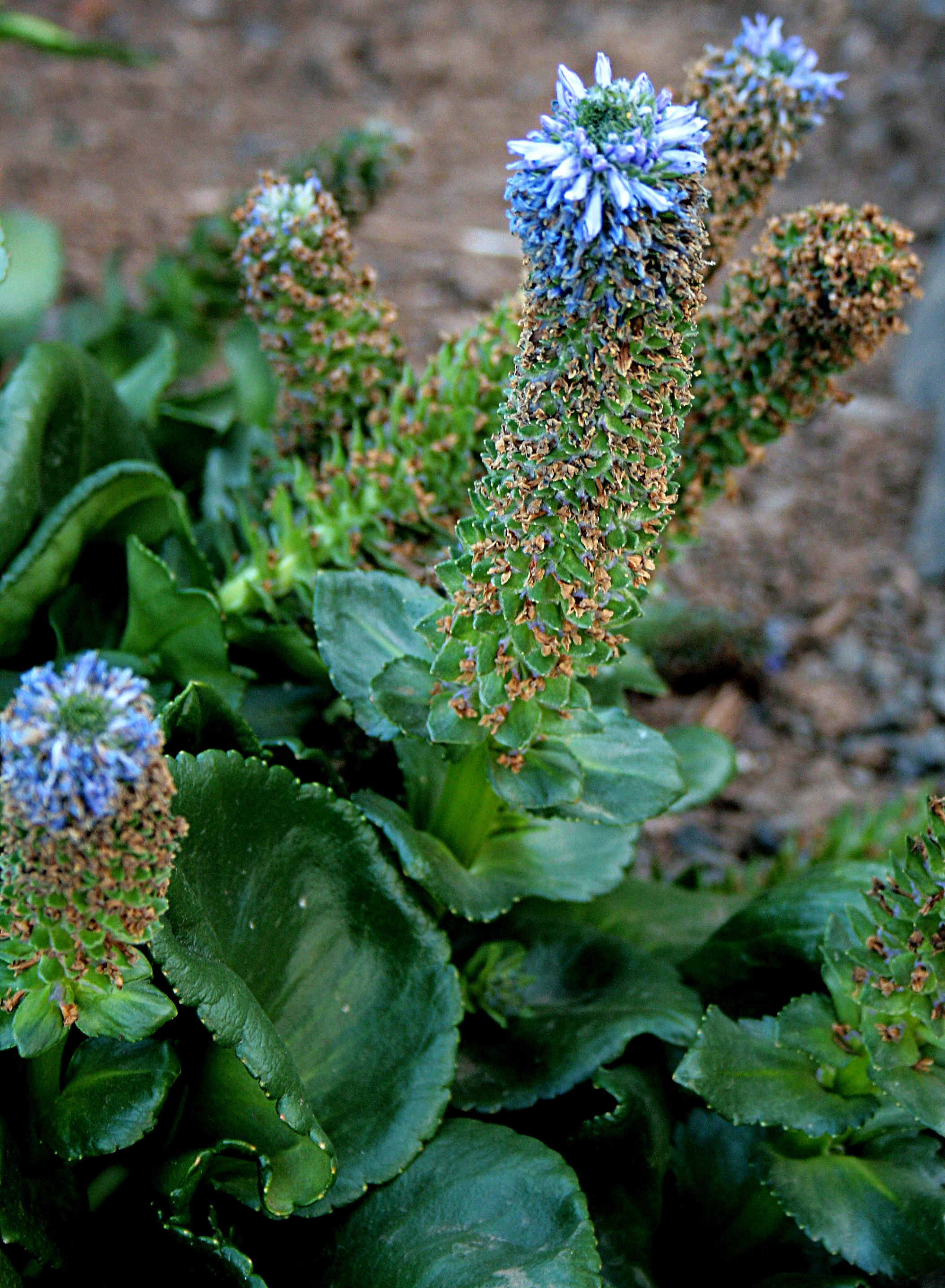
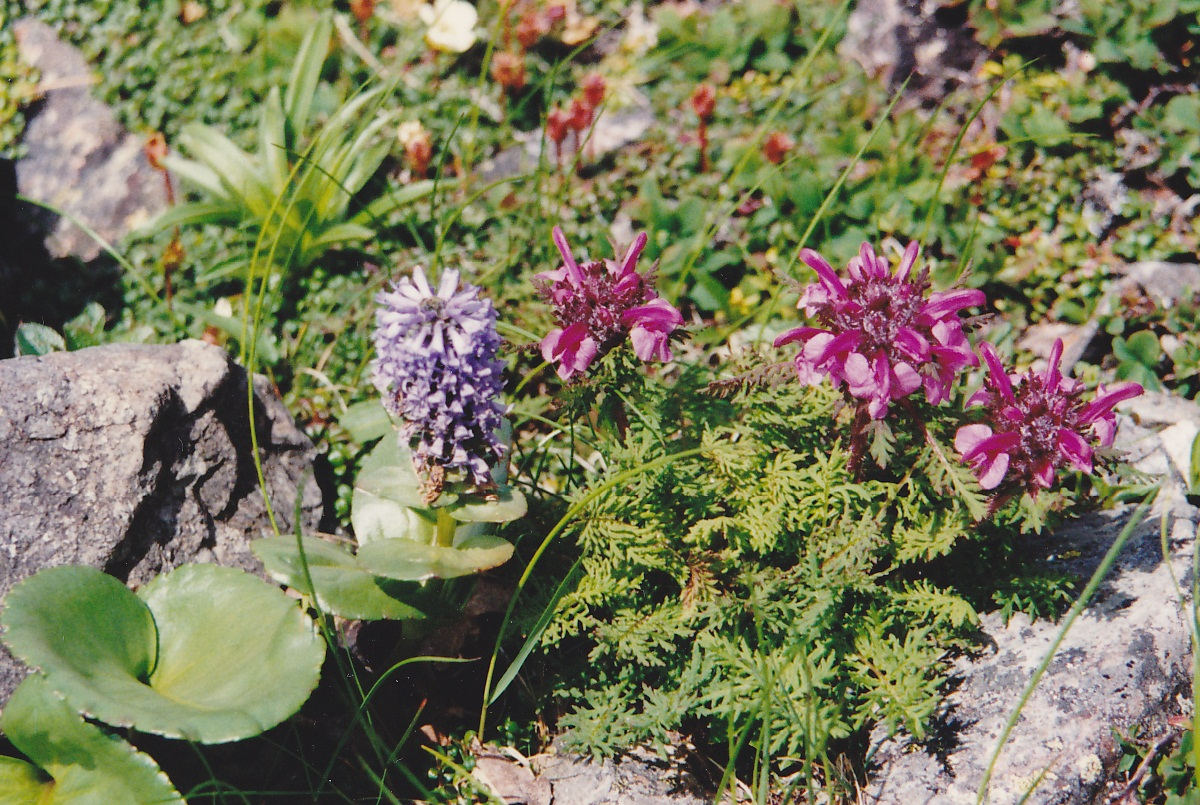

## Dottertaxa tillLagotis, i alfabetisk ordning[1]
- Lagotis alutacea
- Lagotis angustibracteata
- Lagotis blatteri
- Lagotis brachystachya
- Lagotis brevituba
- Lagotis cashmeriana
- Lagotis chumbica
- Lagotis clarkei
- Lagotis crassifolia
- Lagotis decumbens
- Lagotis glauca
- Lagotis globosa
- Lagotis humilis
- Lagotis ikonnikovii
- Lagotis integra
- Lagotis integrifolia
- Lagotis kongboensis
- Lagotis korolkowii
- Lagotis kunawurensis
- Lagotis macrosiphon
- Lagotis minor
- Lagotis nepalensis
- Lagotis pharica
- Lagotis praecox
- Lagotis ramalana
- Lagotis stolonifera
- Lagotis takedana
- Lagotis uralensis
- Lagotis wardii
- Lagotis yesoensis
- Lagotis yunnanensis